# مسجد كوسومبا
مسجد كوسومبا هو مسجد يقع على الضفة الغربية من نهر اتراي ويتبع اداريا ماندا أوبازيلا وفي حي نغون في بنغلاديش، ويقع المسجد في كوسومبا ومن هنا اتي اسمه .

## التاريخ
سمي مسجد كوسومبا نسبة للقرية التي يقع فيها وهي قرية كوسومبا، بني المسجد خلال فترة حكم الأفغان لبنغلاديش، بني من قبل مسؤول رفيع المستوى يدعى سليمان، تم بناء المسجد في فترة حكام سورا، لم يتأثر النمط المعماري للمسجد من نمط عمارة سورا التي حكمت في وقت سابق شمال الهند، شيد المسجد بأسلوب البنغال، وعند المدخل الرئيسي الشرقي ذكر نقش وجد فيه الفترة الزمنية لبناء المسجد إلى عام 966 هـ الموافق (1558 - 1559) .

## الوضع الحالي
ألحقت أضرار بالغة بالمسجد أثناء الزلزال الذي وقع في عام 1987، مسجد كوسومبا يعرف أيضا باسم مسجد كالا باهار التي تعني اللؤلؤة السوداء، السبب المحتمل لذي أضر بالمسجد هو الزلزال المدمر عام 1897 الذي ألحق أضرار بالغة بالمسجد، وهناك سبب آخر يمكن أن يكون تسبب في الاضرار بالمسجد وهو الجص الأسود من الحجارة الذي بنب على الجدار الخارجي، الآن المسجد محمي من قبل دائرة الآثار في بنغلاديش.

## هيكل المسجد
يقع المسجد داخل سور يحوي بوابة ضخمة مع وجود مسافات فيه لوقوف الحراس، لوح الكتابة في المسجد مكتوب باللغة العربية، باستثناء جزء مكتوب باللغة الفارسية، يتم استقبال الزوار من خلال بوابة ضخمة وهو المدخل الوحيد إلى المسجد وهو أيضا محمي بجدار سميك، شيد أساس المسجد من الطوب على الرغم من أن الجدران الخارجية وبعض الجدران الداخلية والأعمدة مبنية من الحجر، تم تصميم المحراب المركزي في الجهة الغربية في مقابل مداخل إلى الوسط والجنوب والشرق والجدار الغربي لداخلية المسجد 